# Ion Luca Caragiale

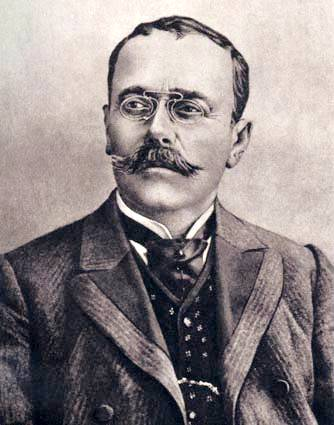
Ion Luca Caragiale

Ion Luca Caragiale (* 1. Februarjul. / 13. Februar 1852greg. in Haimanale, Kreis Prahova, Walachei, heute I. L. Caragiale, Kreis Dâmbovița; † 9. Junijul. / 22. Juni 1912greg. in Berlin) war ein rumänischer Schriftsteller. Er gilt als bedeutendster Dramatiker Rumäniens.

## Leben
Der Sohn eines Schauspielerehepaares war durch die Familie dem Theater eng verbunden, auch zwei Onkel väterlicherseits waren Darsteller. Er arbeitete als Souffleur, Theaterkopist, Korrektor und Theaterleiter, so führte er ab 1888 das nach ihm benannte Nationaltheater Bukarest, aber auch als Zeitungsredakteur, Lehrer, Schulinspektor und Gastwirt.
Am 28. Oktober 1948 wurde er neben anderen berühmten rumänischen Literaten wie Ion Creangă, Mihai Eminescu und Alexandru Vlahuță post mortem als Ehrenmitglied in die Rumänische Akademie aufgenommen.

### Freiwilliges Exil in Berlin

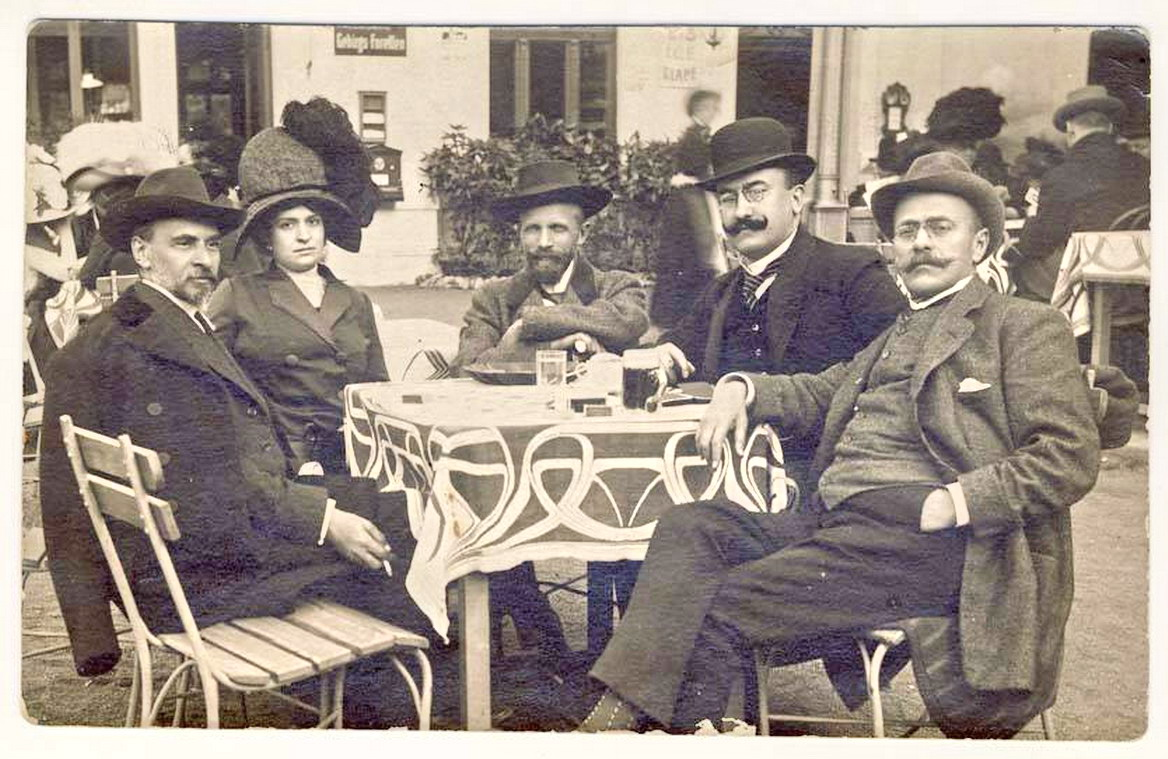
Coșbuc, Ciuta, Vaida, Caragiale (re.) in Karlsbad, 1911

Im Jahr 1901 wurde Caragiale in der Zeitschrift Revista literară des Plagiats beschuldigt. Die Zeitschrift veröffentlichte zwei Artikel unter dem Pseudonym Caion, in denen die Behauptung aufgestellt wurde, Caragiales Theaterstück Năpasta (deutsch Missgeschick) sei ein Plagiat des Stückes Nenorocul (deutsch Unglück)  des ungarischen Schriftstellers István Kemény. Caragiale fand heraus, dass der Schriftsteller C. Al. Ionescu hinter den verleumderischen Artikeln stand, zog mit ihm vor Gericht, gewann den Prozess problemlos, war aber so verletzt, dass er den Entschluss fasste ins Ausland zu ziehen. Ermöglicht wurde ihm dies jedoch erst 1904, nachdem er ein beachtliches Erbe antrat. Noch im gleichen Jahr zog er nach Berlin.
Nachdem er sich in Berlin erst ein selbstauferlegtes Schreibverbot erteilt hatte, entstand hier 1907 das Essay 1907 din primăvară până'n toamnă (deutsch 1907 vom Frühjahr bis zum Herbst), in dem er die Ursachen und den Verlauf des Bauernaufstands schilderte. Teile des Essays erschienen vorab in der Wiener Zeitschrift Die Zeit. Anschließend veröffentlichte er das ganze Essay anonym in Berlin, unterzeichnet mit Un patriot român (deutsch Ein rumänischer Patriot).
Caragiale lebte bis zu seinem Tod in Berlin. 1911 oder 1912 hatte ihn dort noch der rumänische Schriftsteller Panait Istrati besucht. Caragiales Leichnam wurde nach Bukarest überführt und im Rahmen einer großen Trauerfeier am 22. November 1912 dort auf dem Bellu-Friedhof beerdigt. Um dem Publikum die Teilnahme an den nationalen Bestattungfeierlichkeiten zu ermöglichen, wurde auf allen Bahnen des Landes der Fahrpreis um 50 Prozent ermäßigt. Ihm zu Ehren wurde am Hohenzollerndamm 201 in Berlin-Wilmersdorf eine Gedenktafel errichtet. In Berlin-Pankow erinnert eine Stele an den großen rumänischen Schriftsteller.
Auf den Spuren Caragiales in Berlin drehte der rumänische Filmemacher Alexandru Solomon 2001 den Dokumentarstreifen Das Brot des Exils.
Caragiales Sohn Mateiu ist ebenfalls ein wichtiger rumänischer Schriftsteller.

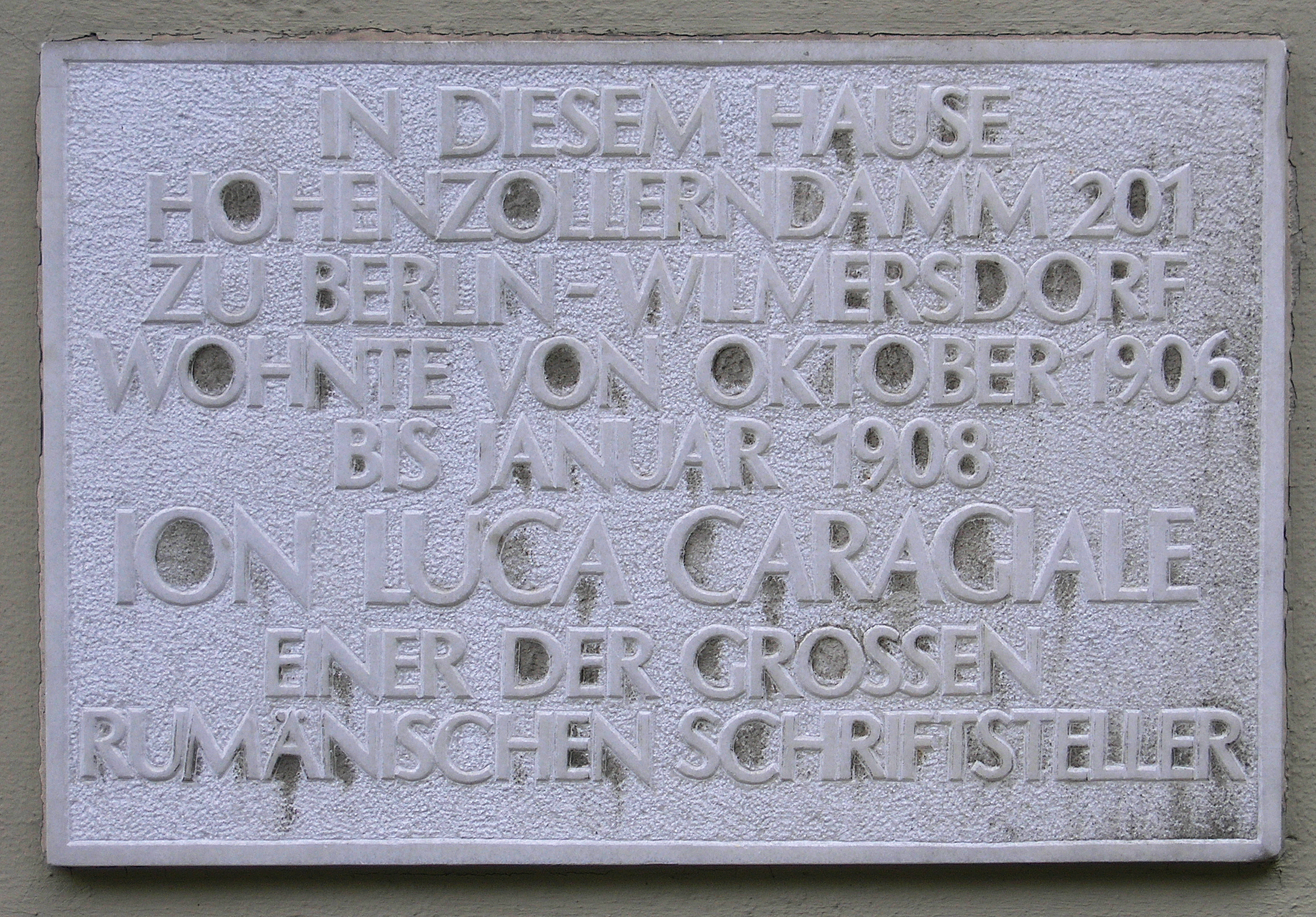
Gedenktafel Berlin-Wilmersdorf
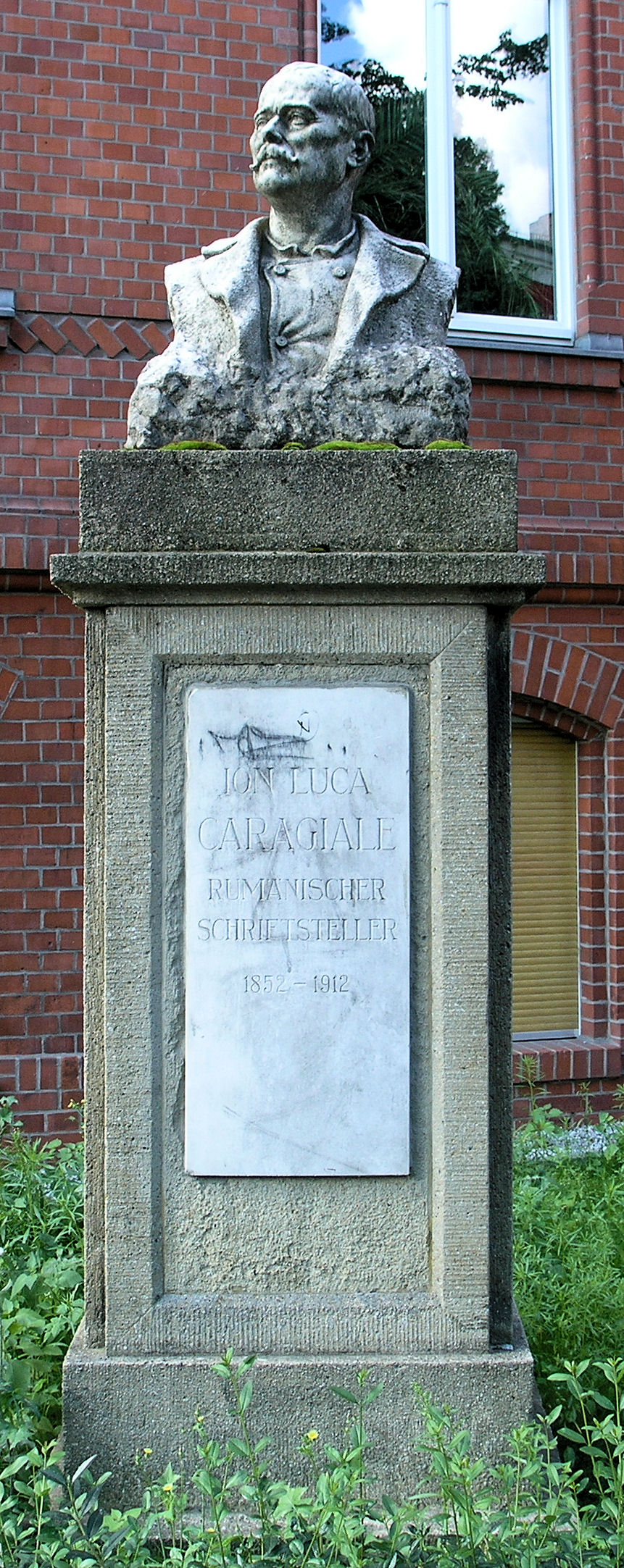
Gedenkstele Berlin-Pankow
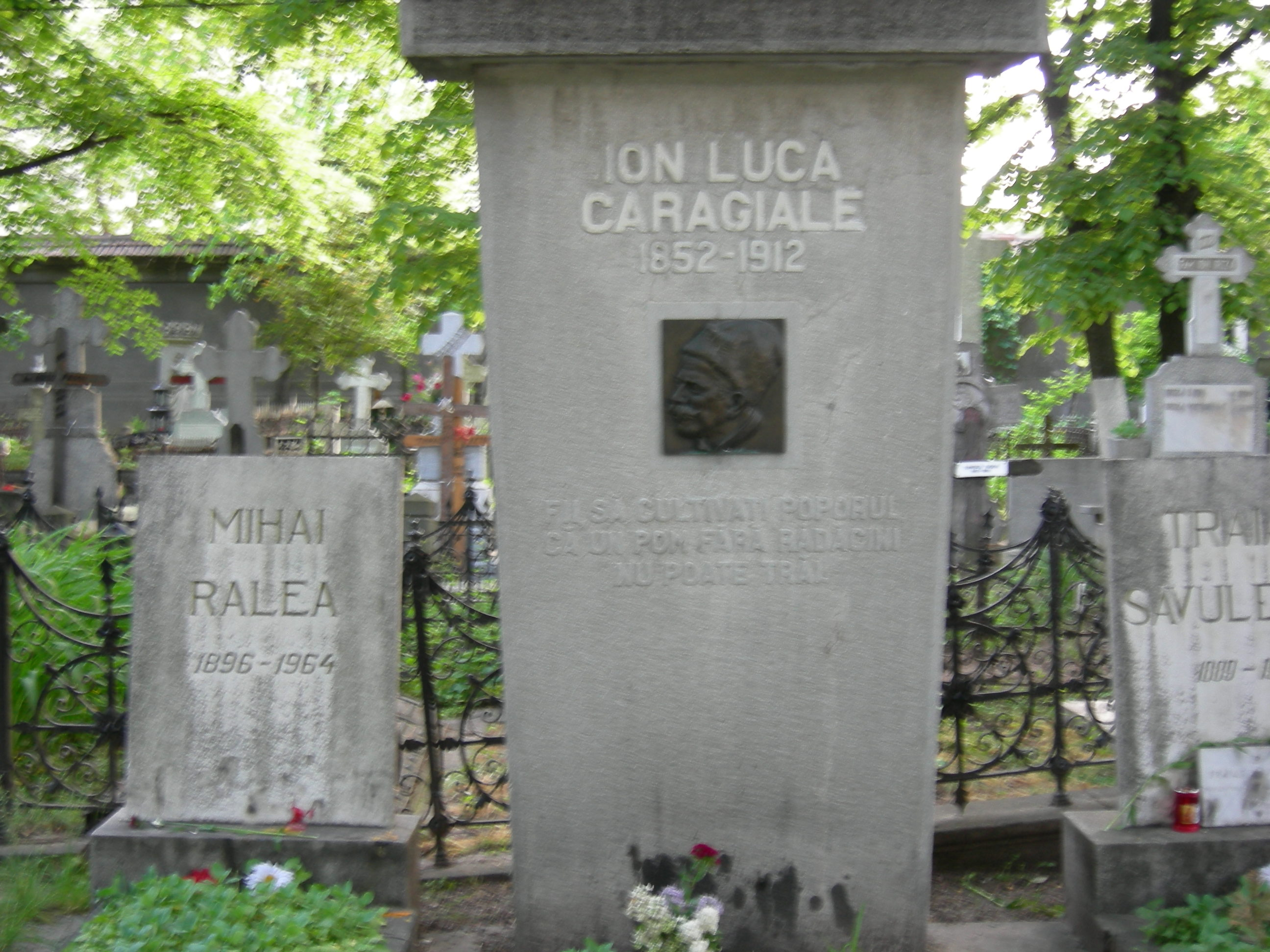
Grab in Bukarest

## Werk
In Rumänien gilt Caragiale nicht nur als der Begründer des komischen Theaters, sondern auch als einer der wichtigsten Mitbegründer des rumänischen Nationaltheaters überhaupt. Seine Werke, insbesondere die Komödien, sind hervorragende Beispiele des rumänischen kritischen Realismus.

### Drama
Das Hauptwerk des hauptsächlich als Dramatiker bedeutenden Caragiale entstand in der relativ kurzen Zeitspanne der Jahre 1879 bis 1890. Während dieser Schaffensphase kritisierte er fast ausschließlich in Komödien Mittel der Satire und Ironie verwendend scharfzüngig die Schwächen seiner Umwelt; insbesondere gegen die Bourgeoisie und nationalistische Engstirnigkeit führt Caragiale heftige Angriffe, aber auch Schwächen und Fehler des Menschen an sich verspottet der Dichter erbarmungslos.
Eine stürmische Nacht (1878) macht sich zum Beispiel sowohl über das gesellschaftliche als auch das familiäre Leben der Kleinbürger in der Bukarester Vorstadt lustig. Die Furcht des bürgerlichen Emporkömmlings vor jedem revolutionären Ereignis wird in der Posse Herr Leonida und die Reaktion (1879) thematisiert: Ein Faschingsknallkörper wird mit den Schüssen der Revolution verwechselt. Auch das in seiner Heimat zeitweise zu den meistgespielten Stücken überhaupt gehörende Lustspiel Der verlorene Liebesbrief (1884) zeigt den Dramatiker als genauen Beobachter gesellschaftlicher und politischer Verhältnisse. Mit seiner ersten Tragödie Die falsche Beschuldigung (1890), die im dörflichen Milieu spielt und einen ungesühnten Mord thematisiert, verabschiedete sich Caragiale weitestgehend vom Theater.
Im Berliner Exil entstand jedoch noch eine fragmentarische Fortsetzung seiner Lustspiele Titirca, Sotirescu und Comp.

### Prosa
Nach 1890 verlegte sich der Dramatiker, der bereits 1872 erste Geschichten und Gedichte in Zeitschriften veröffentlicht hatte, auf das Erzählen und Skizzenschreiben. Seine Erzählungen und Novellen greifen häufig märchenhafte, fantasievolle und verspielte Themen auf. Die meisten seiner Novellen und Skizzen sind gesellschaftskritisch. Zu den bekanntesten Erzählungen gehören: Herr Goe (D-l Goe), Mitică, Die Kette der Schwächen (Lanțul slăbiciunilor), Telegramme (Telegrame), Eine Weihnachtsgeschichte (O cronică de Crăciun), Besuch (Vizita).
In den Jahren 1893 und 1901 gab Caragiale zudem Moftul român, eine satirische Zeitschrift, die den „rumänischen Kleinkram“ kritisch beleuchtete, heraus.

## Verfilmungen
- 1959: Telegramme (Telegrame)
- 1981: Fürchte dich nicht, Jakob!, Film von Radu Gabrea
- 1981: Warum läuten die Glocken, Mitică? (De ce trag clopotele Mitică?), Film von Lucian Pintilie
- 1988: Der Gasthof in den Bergen (Hanul dintre dealuri)

## Wirkung
Den literaturgeschichtlich bedeutendsten Einfluss übte Caragiale auf das absurde Theater von Eugène Ionesco. Dieser schrieb in seinen Notes et contre-notes: „I.L. Caragiale ist vielleicht der größte unbekannte dramatische Autor“. Vor allem Caragiales Gesellschaftskritik und sein ausgeprägtes Sprachhumor sind in den Stücken Ionescos wieder erkennbar.
Bald nach dem 23. August 1944 ernannte die Akademie Caragiale postum zum Mitglied.
Fortwährende Verfilmungen seiner Werke seitdem sind Anzeichen für die bis heute anhaltende Popularität des in Deutschland heute ein wenig in Vergessenheit geratenen rumänischen Klassikers in seiner Heimat.
In der Bundesrepublik Deutschland galt der 1912 Verstorbene, der außer in den 1880er Jahren kaum für die Bühne schrieb, noch Ende der 1950er Jahre als wichtiger Vertreter des modernen Theaters; die DDR hielt ihn als „geistreichen Kämpfer gegen den bürgerlich-junkerlichen Klassenstaat“ in Ehren und auf dem Spielplan. Der Rundfunk der DDR brachte Hörfassungen seiner Stücke im Radio, zum Beispiel den Herrn Leonida (dieser war auch Schulunterrichtsmittel). Noch 1982 entstand eine Hörfunkbearbeitung von Der verlorene Liebesbrief.
Ion Luca Caragiale ist heute auf der Banknote mit dem Wert von 100 rumänischen Lei abgebildet. Die Nationaluniversität der Theater- und Filmkunst „Ion Luca Caragiale“ in Bukarest ist nach ihm benannt.

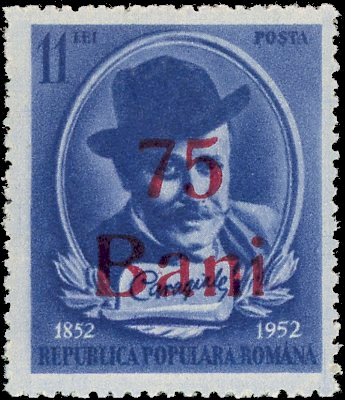
Rumänische Briefmarke
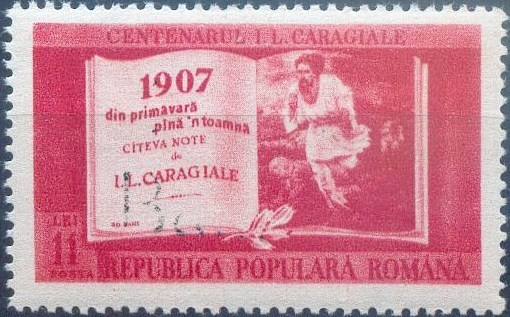
Briefmarke „Centenarul Caragiale“
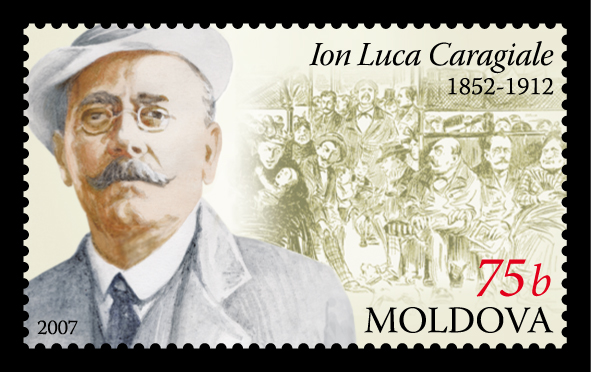
Moldauische Briefmarke
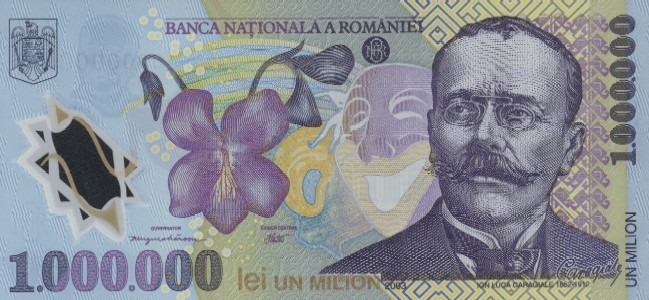
Rumänische Banknote